# Ölkraftwerk

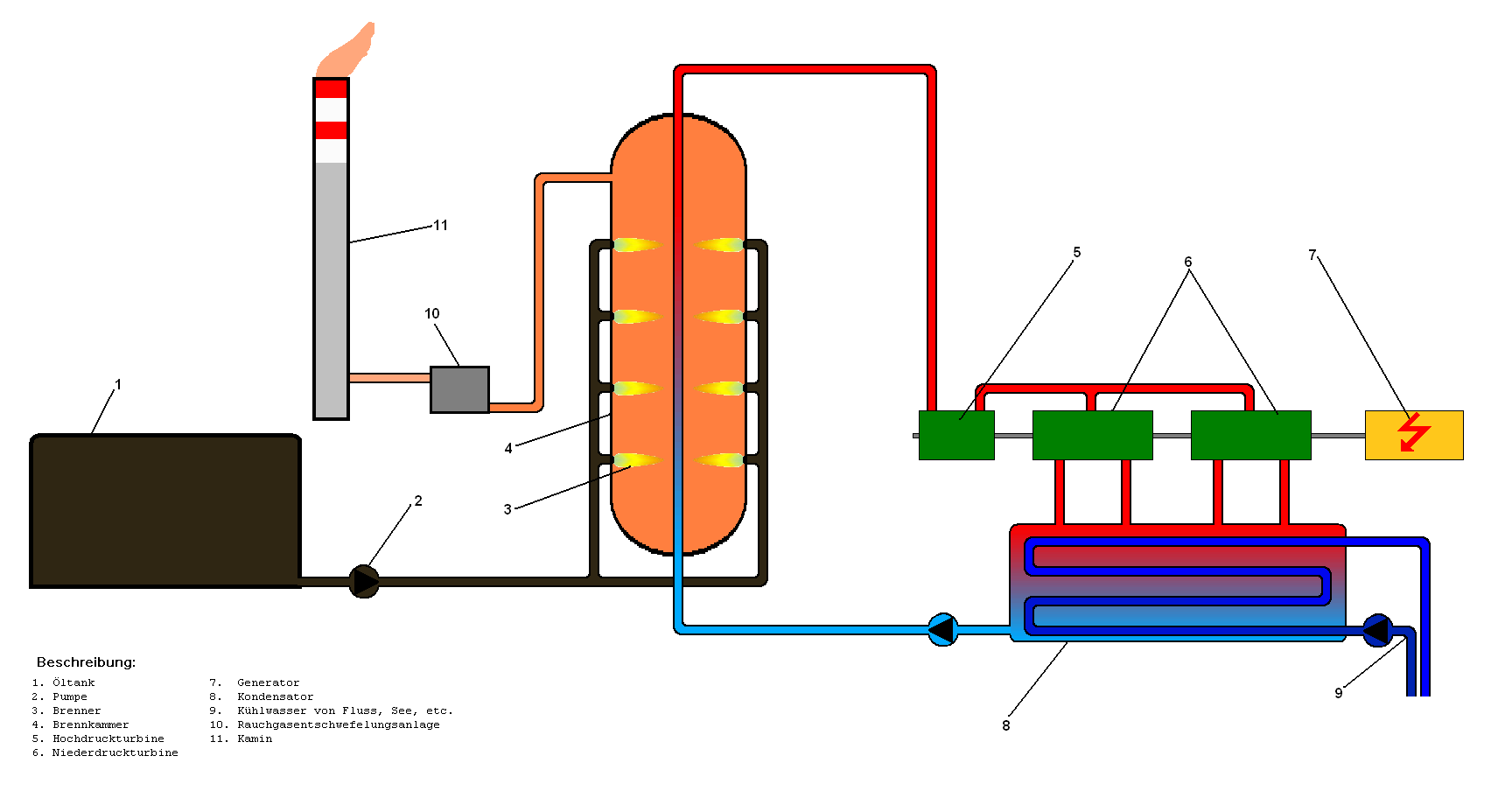
Schema eines Ölkraftwerkes in Form eines Dampfkraftwerks

Ein Ölkraftwerk ist ein Wärmekraftwerk, in dem zur Stromerzeugung Erdölprodukte (z. B. Heizöl, Schweröl oder Dieselkraftstoff) verfeuert werden. Dabei gibt es mehrere Bauweisen:
- Ölkraftwerk in Form eines Dampfkraftwerks, bei dem Ölprodukte zur Erhitzung der Dampferzeuger eingesetzt werden. Wegen des hohen Ölpreises und des vergleichsweise niedrigen Wirkungsgrades ist diese Bauart heute unüblich; sie wird nur noch vereinzelt als Reserve für Spitzenlastzeiten benutzt. Eine Ausnahme bilden die ölfördernden Länder: Hier werden Ölkraftwerke weiterhin auch für die Grundlast eingesetzt, im Nahen Osten neben der Stromerzeugung auch zur Meerwasserentsalzung. Die dortigen Kraftwerksblöcke können Leistungen von 1 GW erreichen.
- Kleinere Ölkraftwerke werden mit Dieselmotoren betrieben und haben Leistungen bis etwa 10 MW. Sie dienen zur Notstromversorgung oder als Blockheizkraftwerke.
- Eine Sonderbauform des Ölkraftwerkes ist die Ausstattung mit einer ölgefeuerten Gasturbine als Gasturbinen- oder GuD-Kraftwerk.

## Beispiele von Ölkraftwerken
- Das Kraftwerk Shoaiba in Saudi-Arabien hat eine installierte Leistung von rund 5,6 GW und ist mit Stand 2013 das größte Kraftwerk in Saudi-Arabien.[1]
- Das einzige Ölkraftwerk der Schweiz – nämlich das Wärmekraftwerk Chavalon oberhalb von Vouvry (VS) – war von 1965 bis 1999 in Betrieb.[2]
- Das Kraftwerk Port-Est auf der Insel Reunion besteht aus zwölf Dieselmotoren, die zusammen 210 MW (elektrisch) leisten.[3]
- Das Gasturbinenkraftwerk Thyrow konnte (neben Erdgas) auch mit Heizöl betrieben werden.[4]
- Das Kraftwerk Scholven hatte zwischen 1974 und 2003 zwei mit Schweröl befeuerte Kraftwerksblöcke von je 672 MW Leistung. Beide Blöcke wurden 2009 abgebrochen.[5]
- Das Kraftwerk der PCK-Raffinerie in Schwedt/Oder, in der 1998 fertiggestellten Anlage mit dreistufiger Rauchgasreinigung wird der schwere Rückstand aus der Erdölverarbeitung verbrannt und in Dampf und Strom umgewandelt. Die Leistung des Kraftwerks beträgt rund 300 MW. Bis zu 130 MW werden in das Stromnetz eingespeist. Die Raffinerie versorgt die Stadt Schwedt außerdem mit Fernwärme.